# 河原淵神社
河原淵神社（かわらぶちじんじゃ）は、伊勢神宮豊受大神宮（外宮）の摂社。本記事では河原淵神社と同じ社地にある旧村社の船江上社（ふなえかみのやしろ）についても記述する。

## 概要
三重県伊勢市船江一丁目10-140に鎮座する。宮域自体は船江上社のものであり、明治維新以降の伊勢神宮内での考証の結果、船江上社の社地に鎮座することとなった。船江上社の宮域面積は約765坪（約2,528.9m2）で、外苑も有していた。うち、河原淵神社の社地は7畝（約694.2m2）である。
外宮の摂社16社のうち第12位である。伊勢神宮の摂社には、通常賽銭箱が置かれていないが、写真のように河原淵神社には賽銭箱が置かれている。本殿は1重の玉垣に囲まれ、鳥居が1基設置されている。
祭神は澤姫命（さわひめのみこと）。水の守護神とされる。『神宮典略』では「鳴澤女」の誤りではないかとしつつ、仮に鳴澤女が祭神であった場合、その理由が不明であり、訝しいとしている。
河原淵神社と同じく外宮摂社である河原神社および河原神社と同座する毛理神社は「三ッ社」と称され、河原神社は河原淵神社の北に鎮座すると古書に記されている。河原神社は船江の檜尻川沿いにあった檜尻社を社地としていたという説があるが、江戸時代の河原淵神社再興時に檜尻社を河原淵神社社地に比定したため、更にその北にある伊勢市御薗町新開に再建されることとなった。檜尻社の祭神は不詳であったが、河原神社の旧社地に鎮座していたことを受けて、河原神社の祭神である川神を祭神とすることになった。なお、御薗町新開の地には志賀井社があったとされ、毛理神社の旧社地に比定される。檜尻社・志賀井社はともに船江上社へ移されている。

## 船江上社
船江上社は地域の氏神であり、伊勢市船江が氏子地域となっている。近代社格制度に基づく旧社格は村社。『明治12年神社明細帳』によれば、船江が上下2村に分かれていた時代に上船江村の産土神として祀られたため、「上社」と称するという。地元住民からは「八幡宮」と呼ばれてきたが、宇佐神宮から勧請した神社ではないとされる。
祭神は不詳あるいは八幡神とされてきたが、河原淵神社の祭神に合わせて1913年（大正2年）に澤姫命と定めた。境内には吉王稲荷神社など多くの神々が祀られている。樹齢700年を超す招福楠もある。

### 境内社・被合祀社
船江上社には以下の諸社が合祀、または境内社として鎮座する。
| 社名     | 祭神                              | 旧所在地       | 備考                                                            |
| 箕曲氏社 | 天牟羅雲命                        | 船江町字天神濱 | 俗称は流社。                                                    |
| 志賀井社 | 不詳1座                           | 船江上社境内   | 従来の祭神。                                                    |
| 志賀井社 | 綿津見神 神功皇后                 |                | 1882年8月15日合祀。                                             |
| 志賀井社 | 川神 宇迦之御魂神 秋葉神 菅原道真 | 船江上社境内   | 1922年11月25日合祀                                              |
| 檜尻社   | 川神                              | 船江町檜尻     |                                                                 |
| 菅原社   | 菅原道真                          | 船江町字天路   |                                                                 |
| 小社二宇 | 綿津見神 神功皇后                 |                | 1882年8月15日、志賀井社へ合祀。                                 |
| 秋葉社   | 秋葉神                            | 菅原社         | 1912年3月25日、船江上社へ遷座。1922年11月25日、志賀井社へ合祀。 |
| 稲荷社   | 宇迦之御魂神                      | 菅原社         | 1912年3月25日、船江上社へ遷座。1922年11月25日、志賀井社へ合祀。 |

## 朧ヶ池

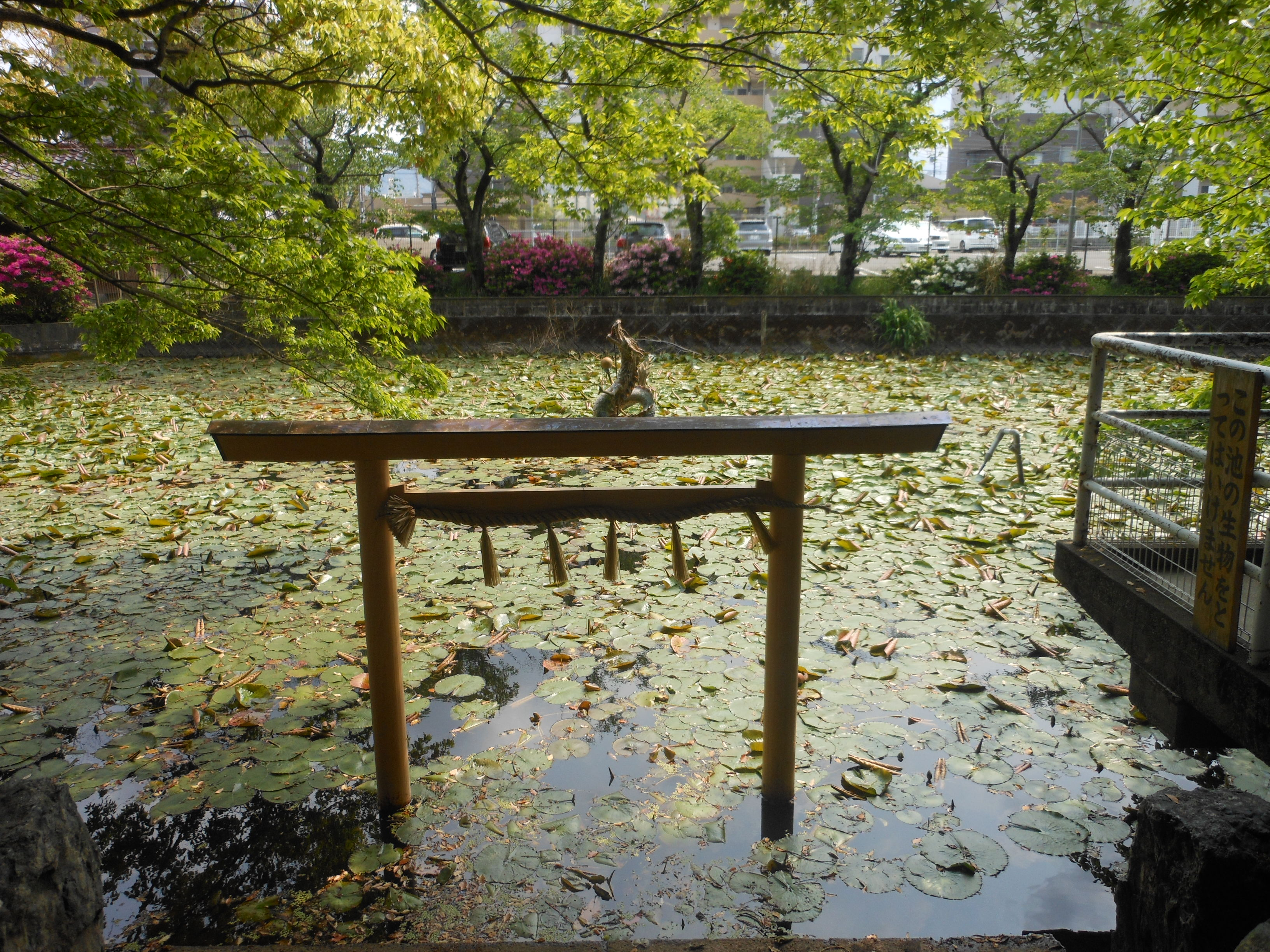
朧ヶ池

朧ヶ池（おぼろがいけ）は、船江上社境内にある池で、龍神が住むと伝えられている。宮川の分流であるとされ、勢田川に注ぎ、かつては付近に河岸があったことから、「船江」という地名が付けられた。
池には鳥居と龍の像が浮かぶ。どれだけ日照りになっても池の水は枯れたことがないとされる。季節になると池面を覆うハスの花が開花する。

## 歴史
河原淵神社の創建は不詳であるが、延暦23年（804年）の『止由気宮儀式帳』には既に記載があり、少なくとも古代には祭祀を受けていたことが分かる。『延喜式神名帳』には、「川原淵神社」と記載され、諸本に「カハラフチ」の読みが振られている。
戦国時代になると建て替えが行われなくなり荒れるに任せていたが、後代に地元の住民が産土神として祀るようになった。寛文3年（1663年）、大宮司の河邊精長（大中臣精長）は河原淵神社の旧社地を檜尻社であると推定し、同社境内に河原淵神社を再興した。しかし、当時から檜尻社を旧社地とするのは正しくないのではないかとする見解があった。『二宮管社沿革考』では現在の伊勢市小木町の曾禰社周辺が「フヂガウ」、すなわち「淵河」と呼ばれていることから、河原淵神社を曾禰社に比定し、『神宮典略』では『神名秘書』の記述「字鹽坪向也。」の記述に注目し、焼塩を作っていた現在の伊勢市下野町が旧社地だと記している。度会延賢は『両宮摂社参詣記』において、祭神不詳の船江上社が淵のそばに建ち、「淵の祭」を催行していることから河原淵神社の旧社地であるとし、檜尻社は河原神社の旧社地だとした。
明治4年11月2日（グレゴリオ暦：1871年12月13日）、船江上社の社格が村社となる。1878年（明治11年）12月、檜尻社の鎮座地が川沿いにあり、洪水のおそれがあるとして、船江上社の東隣に河原淵神社を遷座した。河原淵神社の遷座を記した『神宮要綱』には精長による檜尻社への再興について「固より正確なる根據ありてのことにあらず」と記述している。河原淵神社は1910年（明治43年）3月に建て替えられている。
1913年（大正2年）8月、船江上社の祭神を河原淵神社の旧社地であったことを鑑み、河原淵神社の祭神と同じ澤姫命とした。1918年（大正7年）1月に船江上社が神饌幣帛料供進社の指定を受けた。
船江上社は2002年（平成14年）に建て替えられ、同年11月17日に新しい社殿に神を遷す「奉祝祭」が挙行された。

## 祭事
船江上社では9月15日に例祭（大祭）を、3月1日に神事を行う。1月2日には「乗始」として神馬を神社を導き、「弓始」として弓を射る神事を行っていた。
1月8日には「淵祭」と称する神楽奉納と人形船を朧ヶ池に流す祭りがあり、一度中断したが、1998年（平成10年）に復興され、3月下旬に行われる。6月に行われる「夏越の大祓い」（なごしのおおばらい）も1990年代に復興され、無病息災を祈念して参拝者が茅の輪くぐりを行う。

## 交通
JR参宮線・近鉄山田線伊勢市駅から三重県道201号宇治山田港伊勢市停車場線（八間道路）を北上し、河崎を過ると、船江の住宅街に囲まれた森が見え、その中に鎮座する。昭和の戦前期には南隣に三重県立宇治山田中学校（三重県立宇治山田高等学校の前身）が、西隣に東洋紡の工場があった。東洋紡伊勢工場は閉鎖された後、商業施設「ミタス伊勢」および伊勢赤十字病院となった。
公共交通
- 伊勢市駅より三重交通路線バス利用、「旭通」バス停下車、徒歩約3分（約250m）。

自家用車
- 伊勢自動車道伊勢西ICより三重県道32号伊勢磯部線（御木本道路）を北へ約8分（約4km）。付近に駐車場はない。